# شوکان شینچو
شوکان شینچو ((به ژاپنی: 週刊新潮, Shūkan Shinchō)) یک مجله خبری هفتگی محافظه کار ژاپنی مستقر در توکیو، ژاپن است. این مجله یکی از تأثیرگذارترین مجلات هفتگی در کشور ژاپن محسوب می‌شود و اولین هفته نامه ژاپنی است که توسط یک شرکت انتشاراتی که صاحب روزنامه بزرگی نیست تأسیس شده‌است.